# Delaware County (Ohio)
 For alternative betydninger, se Delaware County. (Se også artikler, som begynder med Delaware County)
Delaware County er et county i den amerikanske delstat Ohio.

## Demografi
Ifølge folketællingen fra 2000 boede der 109,989 personer i amtet. Der var 39,674 husstande med 30,668 familier. Befolkningstætheden var 96 personer pr. km². Befolkningens etniske sammensætning var som følger: 94.25 % hvide, 2.52% afroamerikanere, 0.14 % indianere, 1.54 % asiater, 0,03 % fra Stillehavsøerne, 0.38 % af anden oprindelse og 1.14 % fra to eller flere grupper.
Der var 39,674 husstande, hvoraf 40.10 % havde børn under 18 år boende. 67.70% var ægtepar, som boede sammen, 6.70 % havde en enlig kvindelig forsøger som beboer, og 22.70 % var ikke-familier. 18.10 % af alle husstande bestod af enlige, og i 5.30 % af tilfældene boede der en person som var 65 år eller ældre.
Gennemsnitsindkomsten for en hustand var $80,526 årligt, mens gennemsnitsindkomsten for en familie var på $94,099 årligt

## Eksterne links
- Delaware County Government official site Arkiveret 13. september 2017 hos  Wayback Machine

40°16′48″N 83°0′36″V / 40.28000°N 83.01000°V